# خيرمان مارتينيز هيدالغو
خيرمان مارتينيز هيدالغو (بالإسبانية: Germán Martínez Hidalgo)‏ هو كاتب العمود مكسيكي، ولد في 23 ديسمبر 1929، وتوفي في 25 أبريل 2009.